# Kněžské Dvory
Kněžské Dvory (Dříve též Farářovy či Jankovy Dvory, německy Pfaffenhöf;; do současnosti lidově Kecenice) jsou bývalá vesnice, nyní součást severního předměstí Českých Budějovic.

## Historie
V roce 1350 nechal farář Bušek rozdělit pozemky dvora v tomto místě, tím vznikla nová osada, které se začalo říkat Kněžské Dvory. Vesnice byla poddána budějovickému děkanství.
Od roku 1850 do roku 1919 byly Kněžské Dvory součástí obce Čtyři Dvory, poté až do roku 1951 samostatnou obcí. Roku 1952 byly připojeny k Českým Budějovicím.
Vesnice byla obývána převážně německým obyvatelstvem. Na konci 19. století vznikly v oblasti mezi Kněžskými Dvory a Budějovicemi různé průmyslové podniky a v Kněžských Dvorech se začali usazovat jejich zaměstnanci, takže v roce 1919, kdy se Kněžské Dvory staly samostatnou obcí, již převažovali čeští obyvatelé. V roce 1921 byla obec elektrifikována, 1922 vznikla kanalizace a sbor dobrovolných hasičů.

## Pamětihodnosti
- kaplička – výklenková kaple u Budvaru
- krucifix – u Suchomelu
- památník obětem světové války a nacistické okupace - v parku

Další památky se do dnešní doby nedochovaly
- kaple svatého Václava – síňová kaple, zbořena 1962
- pomník T. G. Masaryka – odstraněn 1954, znovu obnoven 2018[2]

## Galerie

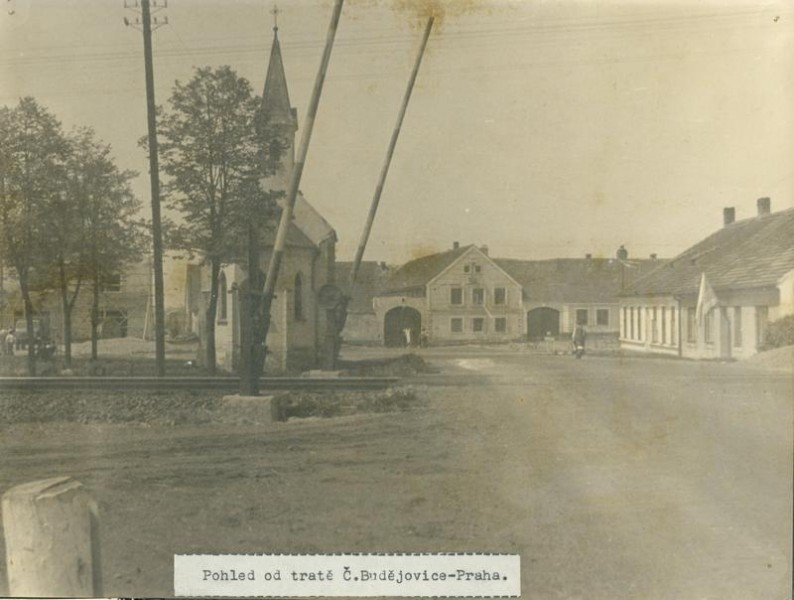
Již neexistující kaple svatého Václava
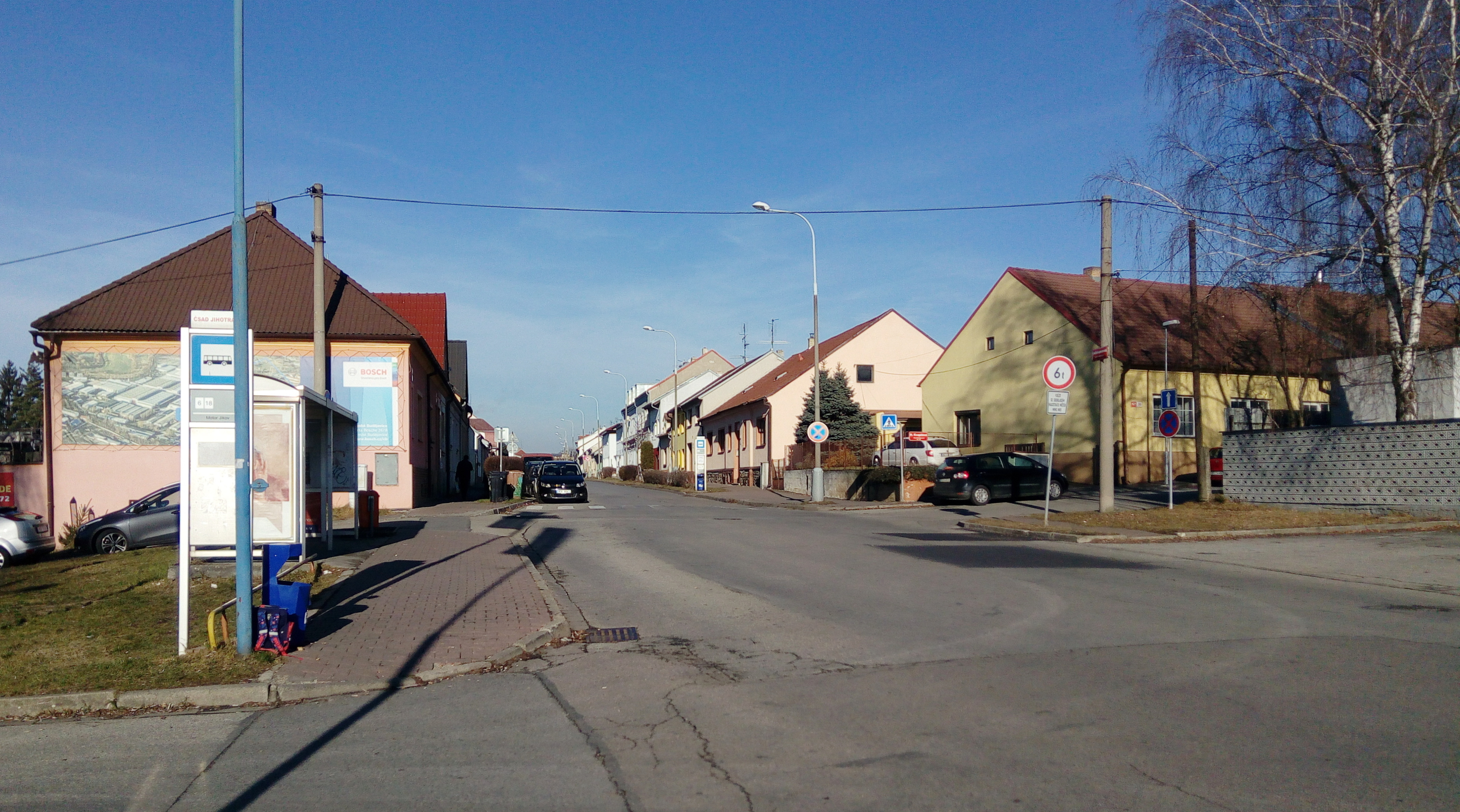
Ulice A. Trägera
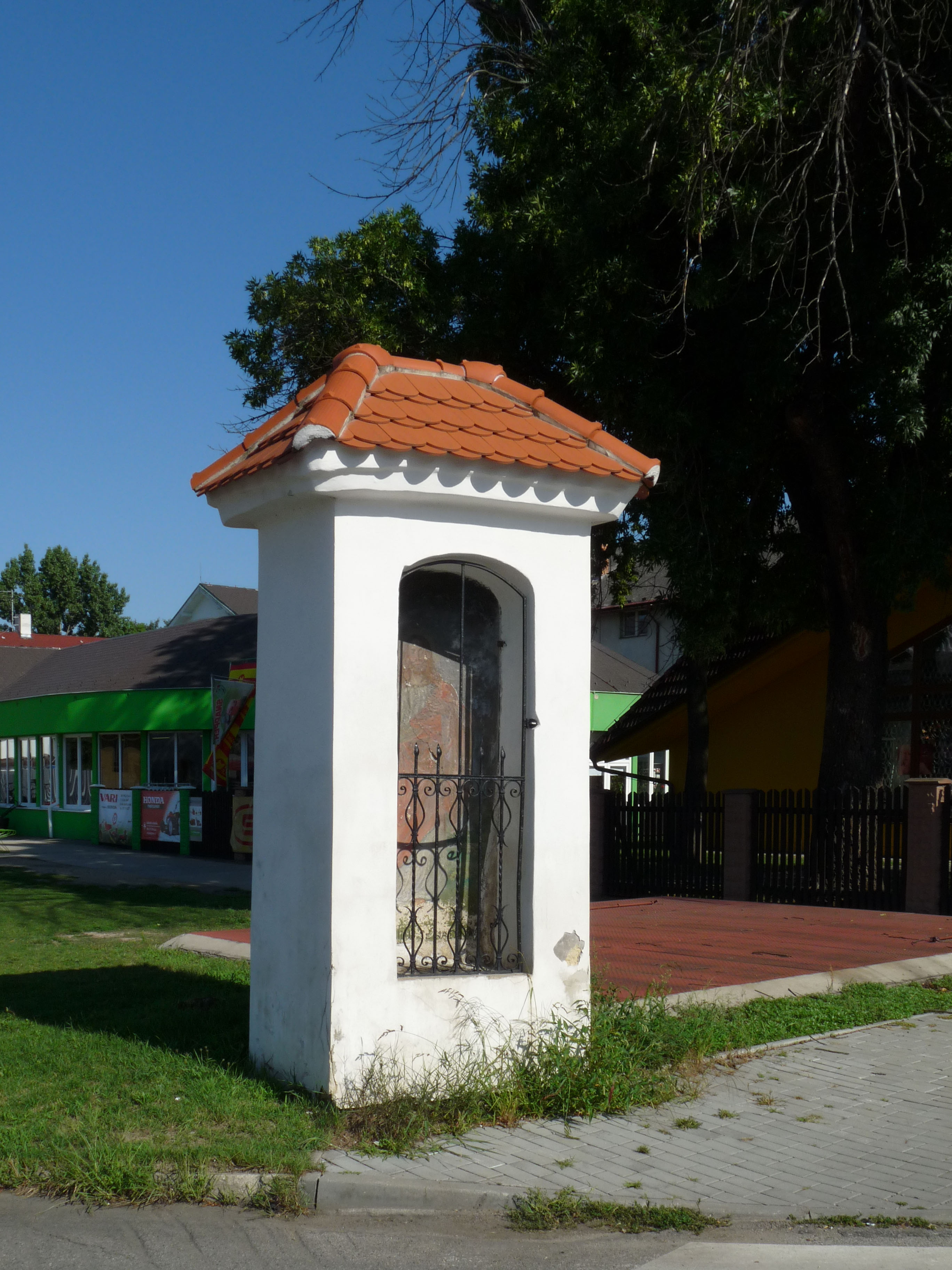
Kaplička u Budvaru
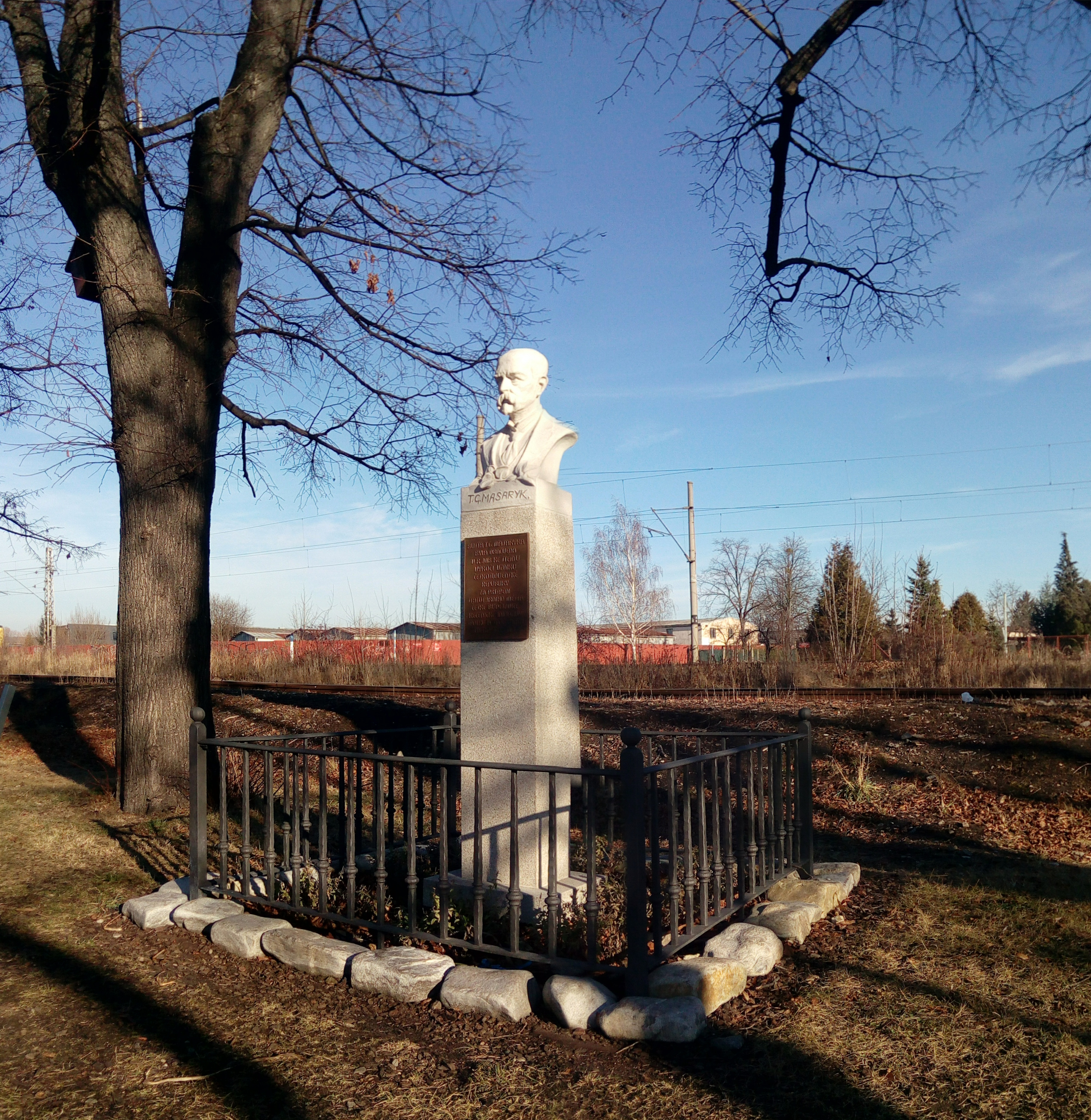
Obnovená busta T. G. Masaryka